# Vinařská oblast Morava

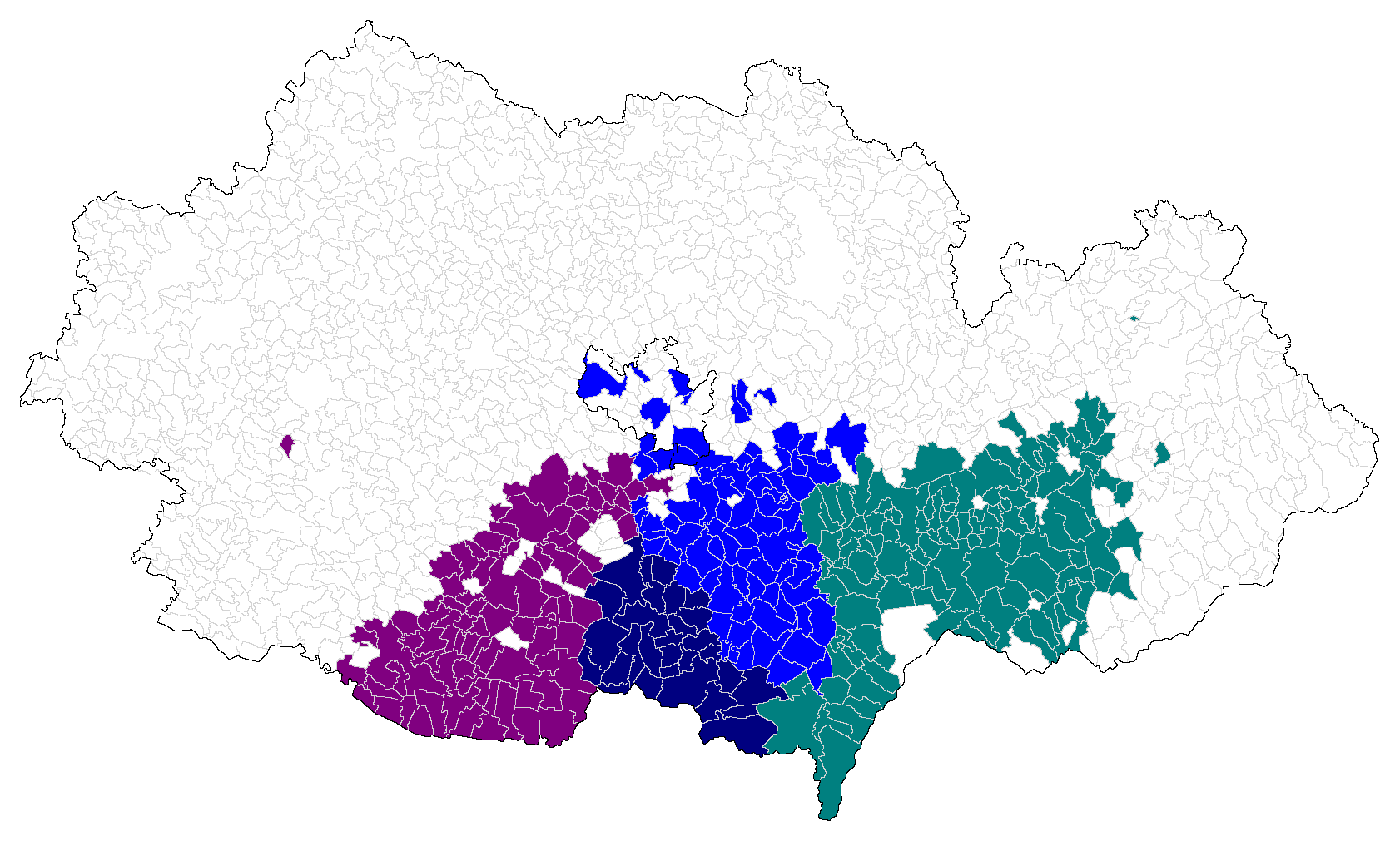
Vinařská oblast Morava na mapě původního Jihomoravského kraje
podoblast mikulovská
podoblast slovácká
podoblast velkopavlovická
podoblast znojemská

Vinařská oblast Morava je vinařská oblast, která zahrnuje schválená území pro pěstování révy vinné na území Moravy. Vznikla v květnu 2004 v souvislosti s novým uspořádáním vinařských oblastí, které přinesl vinařský zákon č. 321/2004 Sb. a jeho prováděcí vyhláška č. 324/2004 Sb. (později č. 254/2010 Sb.). Celková výměra vinic ve vinařské oblasti Morava v roce 2024 činila 17 016 ha (tj. 95,98 % plochy vinic v Česku). Oblast téměř souvisle pokrývá jih Moravy, území vymezené přibližně linií Podyjí–Brno–Uherské Hradiště–Velká nad Veličkou a na jihu hranicí s Rakouskem a Slovenskem.
Oblast se člení na čtyři vinařské podoblasti: mikulovskou (jižně od středu), velkopavlovickou (střed a sever), slováckou (východ, jihovýchod) a znojemskou (západ). Celkem zahrnuje 308 vinařských obcí, které společně tvoří rozsáhlé území v teplých a suchých nížinách a pahorkatinách v Jihomoravském kraji a přilehlé části Zlínského kraje, kolem řek Dyje, Jihlavy, Svratky, Litavy a Moravy. Jedna vinařská obec oblasti se nachází také v kraji Vysočina.